# Celebi
Celebi (セレビィ?, Serebii) è un Pokémon base della seconda generazione di tipo Psico/Erba. Il suo numero identificativo Pokédex è 251.
Ideato dal team di designer della Game Freak, Celebi fa la sua prima apparizione nel 1999 nei videogiochi Pokémon Oro e Argento e compare inoltre nella maggior parte dei titoli successivi, in videogiochi spin-off, nei film, nel Pokémon Trading Card Game e nel merchandising derivato dalla serie. È protagonista dei lungometraggi Pokémon 4Ever e Pokémon: Il re delle illusioni Zoroark. Il Pokémon ricopre un ruolo importante nei videogiochi Pokémon Mystery Dungeon: Esploratori del tempo ed Esploratori dell'oscurità, in cui è presente un esemplare cromatico del Pokémon, ed in Pokémon Ranger: Tracce di luce.
In Giappone Celebi è ottenibile sia nel videogioco Pokémon Cristallo che in Pokémon Colosseum.
Come Dialga, il Pokémon misterioso   Celebi è in grado di viaggiare nel tempo. Il Pokémon è inoltre la mascotte del sito Serebii.net.

## Descrizione
Celebi è un Pokémon misterioso. Ha il potere di viaggiare nel tempo ed è l'araldo di un futuro di pace e prosperità. Celebi ha uno stretto legame con la natura e pertanto predilige i boschi e le oasi protette e riparate.

## Apparizioni

### Videogiochi
Celebi è ottenibile esclusivamente nel videogioco Pokémon Cristallo. Collegando il Game Boy Color ad un cellulare tramite il Pokémon Mobile System (ポケモンモバイルシステムＧＢ?), distribuito solamente in Giappone, è possibile ottenere la GS Ball (ジーエスボール?). Dopo averla dapprima consegnata a Franz (ガンテツ?, Gantetsu, Kurt), che la esaminerà, la sfera potrà essere collocata nel santuario dedicato al Pokémon misterioso situato nel Bosco di Lecci, presso Azalina. Il Pokémon da catturare sarà a livello 30.
È inoltre possibile ottenere un Celebi nelle versioni giapponesi di Pokémon Colosseum trasferibile nei videogiochi Pokémon Rubino e Zaffiro, Pokémon Rosso Fuoco e Verde Foglia e Pokémon Smeraldo. Altri esemplari del Pokémon sono stati donati nel 2006, in occasione del decennale dall'uscita di Pokémon Rosso e Pokémon Verde, in Giappone, in Taiwan e negli Stati Uniti d'America.
Sempre in Giappone, dal 10 luglio al 30 settembre 2010, è possibile ottenere, per i titoli della quarta generazione, un esemplare di Celebi in possesso di una Baccajaba. Nei videogiochi Pokémon Oro HeartGold e Argento SoulSilver è possibile utilizzare un Celebi, ottenuto nel corso di un Evento Nintendo, per incontrare Giovanni. È necessario recarsi presso il santuario dedicato al Pokémon misterioso situato nel Bosco di Lecci. Celebi teletrasporterà il protagonista all'interno delle Cascate Tohjo.
In Pokémon X e Y è possibile ricevere un esemplare di Celebi tramite l'applicazione Banca Pokémon. È inoltre presente in Pokémon Mystery Dungeon: Squadra rossa e Squadra blu al novantanovesimo piano della Foresta Purezza.
Nei videogiochi Pokémon Mystery Dungeon: Esploratori del tempo ed Esploratori dell'oscurità un Celebi cromatico ha un ruolo importante nella trama ed è inoltre disponibile all'interno della Foresta Inganno disponendo di Lastraenigma o di Pezzoenigma. Il Pokémon appare anche nel videogioco Pokémon Ranger: Ombre su Almia all'interno della Foresta di Vien dopo aver svolto l'incarico assegnato dalla madre di Ben al Villaggio Cicole.

### Anime
Celebi appare per la prima volta nel corso dell'episodio Il guardiano verde (Green Guardian). È inoltre presente nello speciale Salviamo il Centro Pokémon (Celebi and Joy) appartenente alle Pokémon Chronicles. Il Pokémon misterioso è uno dei protagonisti dei lungometraggi Pokémon 4Ever e Pokémon: Il re delle illusioni Zoroark.